# Sergio Delgado (escritor)
Sergio Delgado (Santa Fe, 4 de diciembre de 1961) es escritor, catedrático, investigador y editor argentino.

## Reseña biográfica
Escritor argentino nacido en la ciudad de Santa Fe. Publicó los libros de relatos La selva de Marte (1994) y La laguna (2001); las novelas El alejamiento (1996), Al fin (2005), Estela en el monte (2006), El corazón de la manzana (2009) y Al alba (2011); y la crónica Parque del sur (2008). Tiene inédito el tríptico El paraíso (1914).
Doctor en Letras de la Universidad de Rennes 2 Alta Bretaña con una tesis sobre el poeta Juan L. Ortiz: La poétique de Juan L. Ortiz. Langage, Paysage, Visage (2003).
Entre 1992 y 1998, en la ciudad de Santa Fe  fue profesor del Taller de cine en la Universidad Nacional del Litoral.
En 1999 se radica en Francia donde se desempeñó como Maître de conférences, profesor titular e investigador en el Departamento de estudios Ibéricos e ibero-americanos, de la Universidad de Bretaña Sur, Lorient. A partir de 2014, es docente e investigador de la Facultad de Letras, Lenguas y Humanidades de la Universidad de París Est-Creteil (UPEC).
Activo organizador y participante en cursos, conferencias, seminarios, coloquios y mesas redondas sobre Literatura de Argentina y especialmente sobre la obra del poeta entrerriano Juan L. Ortiz.
Editor, entre 1991 y 1994 fue fundador y miembro de Ediciones de la Cortada, Santa Fe; entre 1994 y 1999 fue Coordinador general de la Editorial de la Universidad Nacional del Litoral.
Desde 2003 integra el comité de redacción de la revista Cahiers LIRICO (“Littérature contemporaine du Río de la Plata”), en la plataforma CNRS-Revue.org, Francia. Desde 2010 dirige la colección El país del sauce, Universidad Nacional de Entre Ríos y Universidad Nacional del Litoral, proyecto de ediciones críticas de obras fundamentales del patrimonio cultural de la región definida por la cuenca de los ríos Paraná y Uruguay.
Investigador y crítico, ha publicado numerosos trabajos sobre literatura argentina e hispano-americana en libros y revistas de Argentina, Brasil, España, Estados Unidos y Francia. Entre otras ediciones críticas, ha dirigido la Obra completa de Juan L. Ortiz (1996), los Cuentos completos de Mateo Booz (1999), la Obra poética de José Pedroni (1999), El Gualeguay de Juan L. Ortiz (2004), las Obras completas de Amaro Villanueva (2010), los Poemas completos de Juan Manuel Inchauspe (2010), los Poemas inéditos de Juan José Saer (2014) y la Poesía completa de Juan José Manauta.

Sobre su estilo literario, Analía Gerbaudo ha destacado:
Hay en Jacques Derrida, Juan José Saer y Sergio Delgado una posición similar sobre la representación, la potencia del arte y el carácter siempre incompleto y fragmentario de aquello que sólo en principio puede aparecer como un todo, una unidad o un origen. En la narrativa de Sergio Delgado sobre el pasado reciente esto se traduce en sus historias: el poder de la literatura para trabajar con la falta y con el vestigio se evidencia en esta obra en curso que toca el horror a partir de sus restos. Lo que queda ocupa el centro de la escena. Cuerpos sonámbulos, suicidas, reprimidos, tristes. Objetos que traen algo de lo perdido y que recuerdan, con su sólo estar, la ausencia... personajes dibujados desde una escritura que privilegia la descripción morosa del detalle ... y que componen retratos que surten el efecto de una fotografía de los sobrevivientes. Una literatura que vuelve sobre la imposibilidad de traducir el dolor de los demás a partir de relatos que hacen ostensible la singularidad irrepetible de la experiencia.

## Obras

### Libros
- 1994 - La selva de marte (relatos). Ediciones de la Cortada, Santa Fe, Argentina.[4]
- 1995 - "Litera triste", (cuento) en Antología 75 Aniversario, Universidad Nacional del Litoral, Santa Fe.
- 1996 - Edición (introducción, notas y cronología) de Juan L. Ortiz, Obra completa. Universidad Nacional del Litoral, Santa Fe.[5]
- 1996 - El alejamiento (novela). Beatriz Viterbo Editora, Rosario, Argentina.[6]
- 1999 - Edición y notas de José Pedroni, Obra poética. Universidad Nacional del Litoral, Santa Fe. Edición y notas de Mateo Booz, Cuentos completos, 2 vol. Universidad Nacional del Litoral, Santa Fe.
- 2001 - La laguna (cuentos). Beatriz Viterbo Editora, Rosario.[7]
- 2004 - L'ecrivain argentin et la tradition.  Presses universitaires de Rennes, Rennes.[8]
- 2004 - Edición (introducción y notas) de Juan L. Ortiz, El Gualeguay. Beatriz Viterbo Editora, Rosario.[9]
- 2005 - Al fin (novela). Beatriz Viterbo Editora, Rosario.[10]
- 2006 - Estela en el monte (novela). Beatriz Viterbo Editora, Rosario, Argentina :[11]
- 2008 - Parque del sur (crónica). Rosario, Santa Fe, Argentina : Editorial Municipal de Rosario[12]
- 2008 - El corazón de la manzana (novela). Mondadori, Buenos Aires.[13]
- 2010 - Edición (introducción y notas) de Amaro Villanueva, Obras completas, 3 vol. Editorial de la Universidad Nacional de Entre Ríos, Paraná, Argentina.[14]
- 2010 - Edición, con Francisco Bitar, de Juan Manuel Inchauspe, Trabajo nocturno: poemas completos. Universidad nacional del Litoral, Santa Fe.[15]
- 2011 - Al alba (novela). Bajo La Luna, Buenos Aires.[16]
- 2012 - "El arte de lucir corbata roja", prólogo a Arnaldo Calveyra, Teatro reunido, dirección Claudia Rosa. Editorial de la Universidad Nacional de Entre Ríos, Paraná.[17]
- 2014 - Edición (introducción, selección y notas) de Juan José Saer, Poemas. Borradores inéditos, 3. Seix Barral, Buenos Aires.[18]
- 2014 - Liminar a Juan José Manauta, Cuentos completos, introducción de Federico Bibbó, cronología de Gustavo Esteban Martínez, edición y notas de Guillermo Mondejar. Editorial de la Universidad Nacional de Entre Ríos, Paraná.[19]
- 2014 - El paraíso (tríptico), inédito.
- 2015 - Edición (postfacio y notas) de Juan José Manauta, Poesía completa. Editorial de la Universidad Nacional de Entre Ríos, Paraná.[20]
- 2017 - Edición e introducción, con Alexis Chausovsky y Guillermo Mondejar, de AA.VV., El horizonte fluvial. Editorial de la Universidad Nacional de Entre Ríos, Paraná, 2017.
- 2018 - Edición, introducción y notas de Amaro Villanueva, El arte de cebar y El lenguaje del mate. Editorial de la Universidad Nacional de Entre Ríos, Paraná, 2018.
- 2018 - Introducción y notas a Ernesto Ruiz, Maravillas eléctricas. Editorial de la Universidad Nacional de Entre Ríos, Paraná, 2018.
- 2018 - La sobrina (novela, premio provincial de narrativa "Alcides Greca" 2017). Ministerio de Innovación y Cultura de la Provincia de Santa Fe y  Editorial de la Universidad Nacional del Litoral, Santa Fe, 2018. La sobrina es la primera de las tres novelas que integran El paraíso.
- 2018 - Edición e introducciôn, con Enrique Fernández Domingo, de AA.VV., El río y la ciudad, Cuadernos LIRICO, n° 18, noviembre de 2018, https://journals.openedition.org/lirico/4009.

### Participación en Antologías
- 2010 -  El corazón de la manzana (fragmento) in AA.VV, 12 Narradores argentinos / 12 Argentine Writers, antología bilingüe, selección e introducción de Josefina Delgado, traducción de Martín Schifino y Kit Alexander Maude, edición de Cecilia Vidaurreta, Ministerio de Cultura de la Ciudad de Buenos Aires, pp. 55-75 y  53-72. Edición presentada en la feria del libro de Frankfort, octubre de 2010.

- 2010 - El corazón de la manzana (fragmento) in AA.VV, 12 narrateurs argentins, antología, traducción de Adriana Ramponi, Ministerio de Cultura de la Ciudad de Buenos Aires, 2011. Edición presentada en el Salón del Libro de París, del 18 al 21 de marzo de 2011.

- « Manzanas / Pommes », Argentines I et II, edición bilingüe, dossier bajo la dirección de Jordi Bonells, Passage d’encre, n° 38-39, París, marzo de 2010, pp. 65-72.

### Traducciones
- 2006 - Nicolas Bourriaud, Estética relacional, traducción de Cecilia Beceyro y Sergio Delgado. Adriana Hidalgo Editora, Buenos Aires.[21]
- 2009 - AA.VV., Traversées: anthologie de poésie argentine, traduction de Cecilia Beceyro y Sergio Delgado. Apogée, Rennes.[22]

### Obras de divulgación
- 2009 -  Una poética paso a paso, Sudestada «Dossier Juan L. Ortiz», n.º 79, Buenos Aires, junio de 2009, pp. 7-8.
- 2009 - « Los enclaves más importantes de la costa de Bretaña »,Viajes National Geographic, n.º 110, Barcelona, abril de 2009, pp. 52-61.
- 2009 - « Ortiz, Juan Laurentino »,  Dictionnaire des littératures hispaniques : Espagne et Amérique Latine, collection « Bouquins,  Jordi Bonells (dir.). Robert Laffont, París, 2009, p. 1020-1021.
- 2012 - Gersende Camenen y Mariana Di Ció,  Encuesta a once narradores contemporáneos, en « El revés de la trama»,  Cuadernos LIRICO, 7 | 2012, 11 de octubre de 2012.[23]

- 2013 - «Bretaña norte», Viajes National Geographic, n° 162, Barcelona, septiembre de 2013, pp. 26-41.

### Adaptación de guiones para teatro, cine y televisión
- 1992 - Barro cocido, Universidad Nacional del Litoral, Santa Fe, 1992, 20 minutos, vidéo. Dirección: Maricel Cherry. Guion: Maricel Cherry y Sergio Delgado (adaptación del cuento «Barro cocido» de Juan José Saer).[24]

- 1995 - La Convención, Universidad Nacional del Litoral, Santa Fe, 1995, 57 minutos, 16 mm. Dirección: Raúl Beceyro, Marilyn Contardi, Pedro Deré y Guillermo Mondejar. Guion: R. Beceyro, M. Contardi, P. Deré, G. Mondejar, Oscar Meyer, Sergio Delgado y Beatriz Sarlo.[25]

- 1999-2000 - Pareja, guion con Cecilia Beceyro. Beca de creación, bajo la dirección de Rafael Filippelli, del Fondo Nacional de las Artes, Argentina, 1999-2000.
- 2009 - « Estela en el monte », fragmento, in Libronautas, Dirección: Sebastián Carazay, producción general: Paula Valenzuela, ilustraciones: Gastón del Porto, animación: Luciano Dagaetano, música original: Juan Ignacio Favre, montaje: Eugenio Chauque, Secretaría de Producciones e Industrias Cultuales, Ministerio de Innovación y Cultura, Provincia de Santa Fe.

- Al fin, adaptación teatral de la novela homónima de Sergio Delgado. Adaptación y dirección: Mari Delgado, con la supervisión de Javier Daulte. Intérpretes: Matías Arce, Juan Bressán, Carolina Cano, Selma López y Lucas Ranzani. Producción: Grupo Abima. Estrenada en la sala Leopoldo Marechal del Teatro Municipal 1º Mayo, Santa Fe, el 19 de diciembre de 2010.[26]

### Diccionarios y Enciclopedias
- 2009 - Salgado, Delio, "Delgado, Sergio", en Dictionnaire des Littératures hispaniques. Espagne et Amérique latine, colección "Bouquins", (dir) Jordi Bonells. Robert Laffont, Paris, 2009, p. 394-395.[27]
- 2010 - Vázquez, Laura,  "Delgado, Sergio", Diccionario razonado de la literatura y la crítica argentinas: siglo XX. directores Rocco Carbone y Marcela Croce. El Octavo Loco Ediciones / Fondo Nacional de las Artes, Buenos Aires, 2009, p. 384-385.[28]

### Artículos
- Arce, Rafael; Grossi, Bruno, "Zona aledaña", Präuse, 25 enero de 2019.
- Casara, Walter, "Metáfora de los orígenes", La Nación, Buenos Aires, 1 de abril de 2007 [sobre Estela en el monte, 2006].

- Contreras, Sandra, "Algo más sobre narrativa argentina del presente", Katatay. Revista crítica de literatura latinoamericana, n° 5.[29][30]

- Demarchi, Rogelio, "Que vivan los tímidos", Radar libros, Página/12, Buenos Aires, 4 de septiembre de 2005 [sobre Al fin, 2004].

- García, Juan Fernando, "Historia mínima", Crítica ("Libros"), Buenos Aires, 7 de febrero de 2009 [sobre El corazón de la manzana, 2008].

- Gerbaudo, Analía, "Corta, pero no mala: notas sobre literatura argentina", II Coloquio Internacional: La literatura y sus lindes en América Latina, Universidad Nacional de la Patagonia Austral, Río Gallegos, 20 y 21 de abril de 2009.

- Gerbaudo, Analía, "Una Kodak para dos: Juan José Saer-Sergio Delgado", II Congreso Internacional «Cuestiones críticas», Universidad Nacional de Rosario, Facultad de Humanidades, Rosario, 23, 29 y 30 de octubre de 2009.

- Gerbaudo, Analía, “Sarmiento, Saer y Sergio Delgado”, revista Arena, Doctorado en Ciencias Humanas, Facultad de Humanidades, Universidad Nacional de Catamarca, Argentina, (www.revistaarena.com.ar), 22/12/2009.

- Gerbaudo, Analía, "Políticas y poéticas en una constelación de escritores de Santa Fe. Aportes para una cartografía cultural (1957-2009)", Bourse Post-Doctoral, CONICET (Consejo Nacional de Investigaciones Científicas y Técnicas), Argentina, 2009-2010.
- Gerbaudo, Analía,  "El extremo de una estética", Revista Afuera. Año V | Número 8 | mayo de 2010.[31]
- Godoy, Daniela María Cristina, "Las zonas literarias: diálogos y fronteras. A propósito de Saer y Delgado", IX Jornadas Nacionales de Literatura Comparada. Territorios comparados de la literatura y sus lindes: diálogo, tensión, traducción, Asociación argentina de Literatura Comparada (AALC) y Facultad de Humanidades, Universidad Nacional del Litoral, Santa Fe, 9-12 de septiembre de 2009.

- Herzovich, Guido, "Estela en el monte de Sergio Delgado", Los Inrockuptibles, Buenos Aires, abril de 2007.

- Ismardi, Hernán, "Aguas turbias", Radar libros, Página/12, Buenos Aires, 20 de enero de 2002 [sobre La laguna, 2001].

- Pérez Castillo, Edgardo, "Otras miradas sobre la ciudad", Rosario/12, Rosario, 17 de diciembre de 2008 [sobre Parque del Sur, 2008].

- Piazza, Luciano, "En la zona", Página/12, Buenos Aires, 22 de febrero de 2009 [sobre El corazón de la manzana, 2008].

- Píccolo, Matías, "Esa melancolía tan sutil", La Capital, Rosario, 17 de septiembre de 2006 [sobre Al fin, 2004].

- Rey, Pedro, "La timidez y sus enigmas", La Nación, Buenos Aires, 24 de julio de 2005 [sobre Al fin, 2004].

- Rosano, Susana, "El relato de un tímido", Ñ, Clarín, Buenos Aires, 4 de marzo de 2006 [sobre Al fin, 2004].

- Saavedra, Guillermo, "Hacia el corazón del realismo", Perfil,  Buenos Aires, 22 de febrero de 2009 [sobre El corazón de la manzana, 2008].

- Saítta, Silvia, « Después de Borges: apuntes sobre la nueva narrativa argentina », TodaVIA, (http://www.revistatodavía.com.ar), septembre 2002 [sobre La laguna, 2001].

- Saítta, Silvia, "Notables cuentos sobre la memoria", La Nación, Buenos Aires, 20 de febrero de 2002 [sobre La laguna, 2001].

- Saítta, Silvia, "Cruzando la frontera: la literatura argentina entre exilios y migraciones", Hispamérica, n° 106, University of Maryland, Collage Park, Maryland, 2007, pp. 23-35.

- Schilling, Carlos, "«Quizás no busco otra cosa que mostrar personajes y lugares»", Entrevista, La voz del interior, Córdoba, 22 de enero de 2009 [sobre El corazón de la manzana, 2008].

- Smiles, Lysi, "Los paisajes de la infancia", La Capital, Rosario, 18 de enero de 2009 [sobre Parque del Sur, 2008].

- Somoza, Patricia, "La elección del maestro", La nación, Buenos Aires, 4 de abril de 2009 [sobre El corazón de la manzana, 2008].

- Vignoli, Beatriz, "Nuevas crónicas santafesinas", Rosario/12, Rosario, 25 de febrero de 2009 [sobre Parque del Sur, 2008].